# Afromydaea geniculata
Afromydaea geniculata är en tvåvingeart som först beskrevs av Stein 1913.  Afromydaea geniculata ingår i släktet Afromydaea och familjen husflugor. Inga underarter finns listade i Catalogue of Life.